# Rosa María Castillejo
Rosa María Castillejo Santofimia, née le 28 janvier 1969 à Madrid, est une escrimeuse espagnole ayant représenté son pays aux Jeux olympiques d'été de 1992 et 1996. Fleurettiste, devenue épéiste, elle a tout d'abord remporté le championnat du monde à l'épée par équipes à Athènes, en 1994, avant de devenir championne d'Europe en individuel, en 2000 à Funchal.

## Palmarès
- Championnats du monde d'escrime
  -  Médaille d'or par équipes aux championnats du monde d'escrime 1994 à Athènes

- Championnats d'Europe d'escrime
  -  Médaille d'or par équipes aux championnats d'Europe d'escrime 2000 à Funchal